# Zuid-Afrikaanse parlementsverkiezingen 1920
De Zuid-Afrikaanse parlementsverkiezingen van 1920 vonden op 10 maart 1920 plaats waren de eerste naoorlogse parlementsverkiezingen in de Unie van Zuid-Afrika. De verkiezingen werden gewonnen door de Nasionale Party van generaal James Barry Hertzog. Zijn partij kwam op 41 zetels (een toename van 14 zetels), maar slaagde er niet in om een kabinet te vormen. Hierop vormde premier Jan Smuts een nieuw kabinet bestaande uit ministers van zijn eigen Suid-Afrikaanse Party en steunend op de Engelstalige Unionist Party. Later dat jaar besloot de Unionist Party toe te treden tot het kabinet waarop Smuts nieuwe verkiezingen uitschreef.

## Uitslag
| Partij                | %     | zetels |
| --------------------- | ----- | ------ |
| Nasionale Party       | 36,6% | 44     |
| Suid-Afrikaanse Party | 32,5% | 41     |
| Unionist Party        | 14,1% | 25     |
| Labour Party          | 14,7% | 21     |
| Onafhankelijken       | 2,2%  | 3      |
| Totaal                | 100%  | 134    |

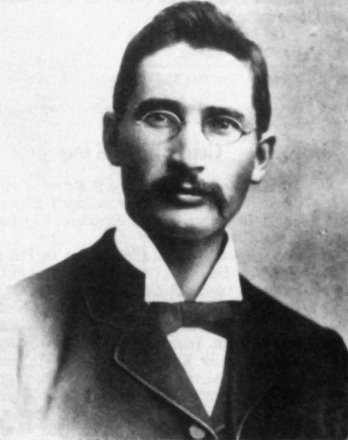
James Barry Hertzog
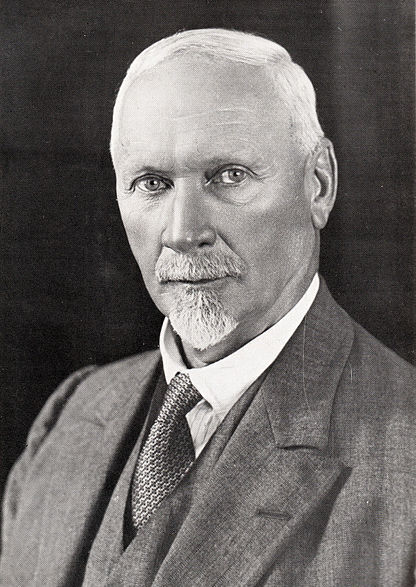
Jan Smuts
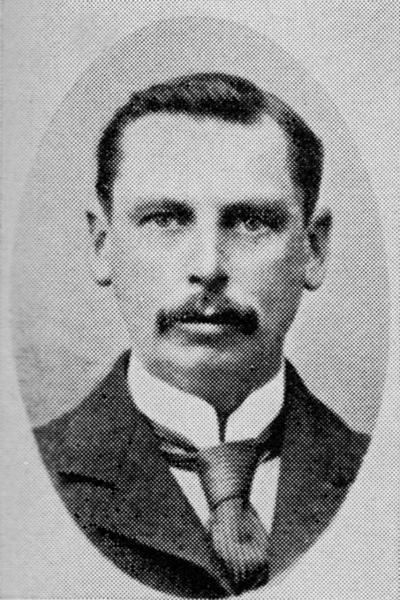
Thomas Smartt
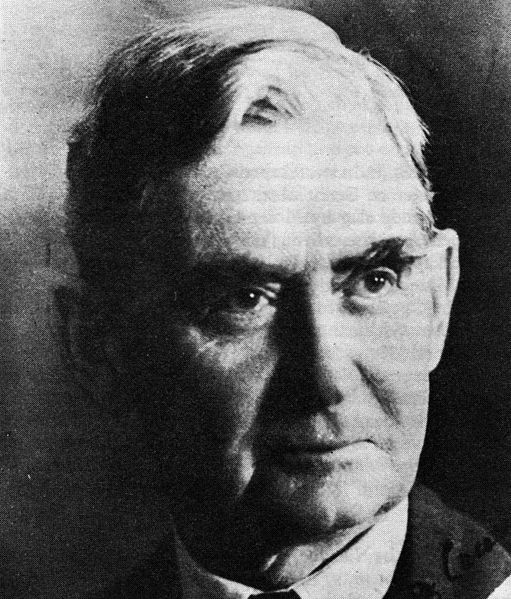
Frederic Creswell

Parlementsverkiezingen: 1910 · 1915 · 1920 · 1921 · 1924 · 1929 · 1933 · 1938 · 1943 · 1948 · 1953 · 1958 · 1961 · 1966 · 1970 · 1974 · 1977 · 1981 · 1984 · 1987 · 1989 · 1994 · 1999 · 2004 · 2009 · 2014 · 2019 · 2024

Referenda: 1960 · 1983 · 1992